# Namba (Osaka)

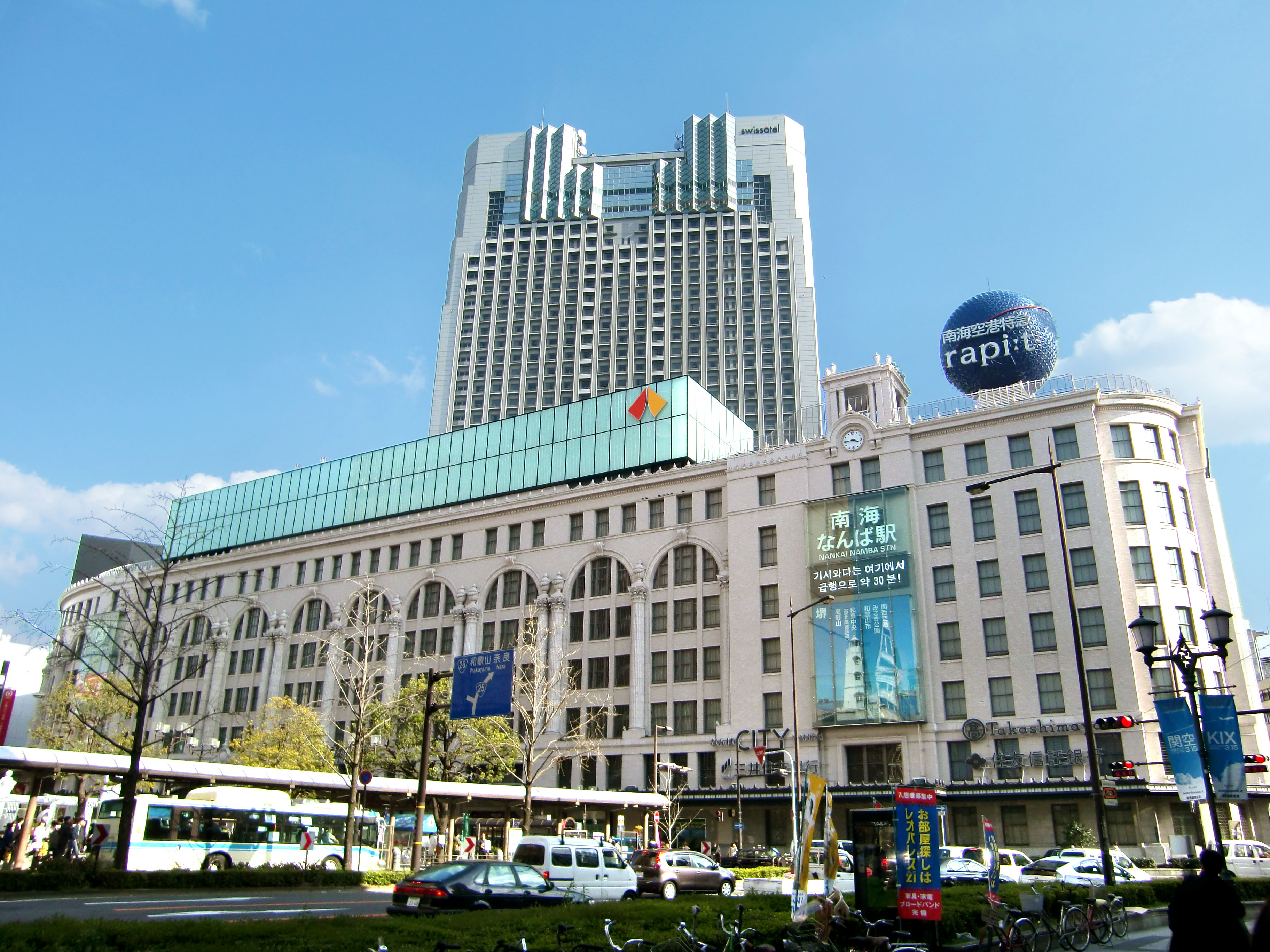
Bahnhof der Nankai Electric Railroad mit Takashimaya-Kaufhaus

Namba (japanisch 難波, alternative Romanisierung Nanba) bezeichnet einen Stadtteil der japanischen Stadt (-shi) Osaka. Namba liegt in den Stadtbezirken (-ku, engl. wards) Chūō und Naniwa. Namba ist dabei eine Aussprachevariante von Naniwa, was auch der alte Name von Osaka war.
Im engeren, territorial scharf abgegrenzten Sinn ist Namba ein Stadtteil des Bezirks Chūō mit der Postleitzahl 542-0076, bestehend aus fünf nummerierten Vierteln/„Stadtteilabschnitten“ (chōme); nach der Volkszählung 2015 hatte er 184 Einwohner und eine geschätzte Tagesbevölkerung von 15.619. Daneben existiert im Südosten das Viertel Namba-Sennichimae (難波千日前; keine weitere chōme-Unterteilung, PLZ 542-0075) und südlich im Bezirk Naniwa der Ortsteil Namba-Naka (難波中; drei chōme, PLZ 556-0011).

## Wirtschaft
Neben Kita ist Namba eines der beiden städtischen Zentren von Osaka mit zahlreichen Geschäften und Einkaufszentren, aber auch Restaurants und Freizeiteinrichtungen.

## Verkehr
Der Ortsteil besitzt drei Bahnhöfe, in denen Züge der JR Nishi-Nihon (engl. West Japan Railway Company bzw. kurz: JR West, am Bahnhof JR Namba), der Kinki Nippon Tetsudō (kurz Kintetsu), der Nankai Denki Tetsudō (engl. Nankai Electric Railroad), der Hanshin Denki Tetsudō (engl. Hanshin Electric Railway) und drei Linien der U-Bahn Osaka (engl. Osaka Metro) halten.

## Sonstiges
Der am 14. November 1982 entdeckte Asteroid des inneren Hauptgürtels (3320) Namba wurde nach Namba benannt.